# Campos Borges
Campos Borges est une municipalité brésilienne située dans l'État du Rio Grande do Sul.